# Collegio elettorale di Puget-Théniers
Il collegio elettorale di Puget-Théniers è stato un collegio elettorale uninominale del Regno di Sardegna nell'allora circondario di Nizza.
Fu istituito con il Regio editto del 17 marzo 1848, e comprendeva i mandamenti di Puget-Théniers, Guillaum, Villar e Roccasterone
Con la riforma del collegi del 1859 fu unito al collegio elettorale di Utelle. 
Con la legge dell'11 giugno 1860 la Savoia passò alla Francia e il collegio cessò di far parte del Regno d'Italia.

## Dati elettorali
Nel collegio si svolsero votazioni per sei legislature. 

### I legislatura
Le votazioni si svolsero in 222 collegi uninominali a doppio turno. Come previsto dal decreto n. 680 del 17 marzo 1848, era eletto al primo turno il candidato che «riunisce in suo favore più del terzo dei voti del total numero dei membri componenti il collegio e più della metà dei suffragi dati dai votanti presenti all'adunanza» (art. 92). Se nessun candidato era eletto, al ballottaggio tra i due candidati con più voti era eletto chi otteneva il maggior numero di voti (art. 93) o, in caso di ugual numero di voti, il maggiore d'età (art. 94).
| Partito                            | Partito                            | Candidato                          | Primo turno 27 aprile 1848 | Primo turno 27 aprile 1848 | Ballottaggio 29 aprile 1848 | Ballottaggio 29 aprile 1848 |
| Partito                            | Partito                            | Candidato                          | Voti                       | %                          | Voti                        | %                           |
| ---------------------------------- | ---------------------------------- | ---------------------------------- | -------------------------- | -------------------------- | --------------------------- | --------------------------- |
|                                    | —                                  | Bartolomeo Leotardi                | 195                        | 64,36                      | 241                         | 92,69                       |
|                                    | —                                  | Domenico Galli                     | 108                        | 35,64                      | 19                          | 7,31                        |
|                                    |                                    |                                    |                            |                            |                             |                             |
| Iscritti                           | Iscritti                           | Iscritti                           | 627                        | 100,00                     | 627                         | 100,00                      |
| ↳ Votanti (% su iscritti)          | ↳ Votanti (% su iscritti)          | ↳ Votanti (% su iscritti)          | 322                        | 51,36                      | 261                         | 41,63                       |
| ↳ Voti validi (% su votanti)       | ↳ Voti validi (% su votanti)       | ↳ Voti validi (% su votanti)       | 303                        | 94,10                      | 260                         | 99,62                       |
| ↳ Schede non valide (% su votanti) | ↳ Schede non valide (% su votanti) | ↳ Schede non valide (% su votanti) | 19                         | 5,90                       | 1                           | 0,38                        |
| ↳ Astenuti (% su iscritti)         | ↳ Astenuti (% su iscritti)         | ↳ Astenuti (% su iscritti)         | 305                        | 48,64                      | 366                         | 58,37                       |

### II legislatura
Le votazioni si svolsero in 222 collegi uninominali a doppio turno con la stessa normativa precedente (al primo turno un numero di voti maggiore di un terzo degli iscritti).
| Partito                            | Partito                            | Candidato                          | Primo turno 22 gennaio 1849 | Primo turno 22 gennaio 1849 | Ballottaggio 23 gennaio 1849 | Ballottaggio 23 gennaio 1849 |
| Partito                            | Partito                            | Candidato                          | Voti                        | %                           | Voti                         | %                            |
| ---------------------------------- | ---------------------------------- | ---------------------------------- | --------------------------- | --------------------------- | ---------------------------- | ---------------------------- |
|                                    | —                                  | Bartolomeo Leotardi                | 136                         | 100,00                      | 143                          | 100,00                       |
|                                    |                                    |                                    |                             |                             |                              |                              |
| Iscritti                           | Iscritti                           | Iscritti                           | 721                         | 100,00                      | 721                          | 100,00                       |
| ↳ Votanti (% su iscritti)          | ↳ Votanti (% su iscritti)          | ↳ Votanti (% su iscritti)          | 136                         | 18,86                       | 143                          | 19,83                        |
| ↳ Voti validi (% su votanti)       | ↳ Voti validi (% su votanti)       | ↳ Voti validi (% su votanti)       | 136                         | 100,00                      | 143                          | 100,00                       |
| ↳ Schede non valide (% su votanti) | ↳ Schede non valide (% su votanti) | ↳ Schede non valide (% su votanti) | 0                           | 0,00                        | 0                            | 0,00                         |
| ↳ Astenuti (% su iscritti)         | ↳ Astenuti (% su iscritti)         | ↳ Astenuti (% su iscritti)         | 585                         | 81,14                       | 578                          | 80,17                        |

### III legislatura
Le votazioni si svolsero in 204 collegi uninominali a doppio turno con la normativa del 1848 (al primo turno un numero di voti maggiore di un terzo degli iscritti).
| Partito                            | Partito                            | Candidato                            | Primo turno 15 luglio 1849 | Primo turno 15 luglio 1849 | Ballottaggio 22 luglio 1849 | Ballottaggio 22 luglio 1849 |
| Partito                            | Partito                            | Candidato                            | Voti                       | %                          | Voti                        | %                           |
| ---------------------------------- | ---------------------------------- | ------------------------------------ | -------------------------- | -------------------------- | --------------------------- | --------------------------- |
|                                    | —                                  | Bartolomeo Leotardi                  | 253                        | 96,56                      | 235                         | 99,16                       |
|                                    | —                                  | Carlo Marcellino Corporandi d'Auvare | 9                          | 3,44                       | 2                           | 0,84                        |
|                                    |                                    |                                      |                            |                            |                             |                             |
| Iscritti                           | Iscritti                           | Iscritti                             | 770                        | 100,00                     | 770                         | 100,00                      |
| ↳ Votanti (% su iscritti)          | ↳ Votanti (% su iscritti)          | ↳ Votanti (% su iscritti)            | 274                        | 35,58                      | 238                         | 30,91                       |
| ↳ Voti validi (% su votanti)       | ↳ Voti validi (% su votanti)       | ↳ Voti validi (% su votanti)         | 262                        | 95,62                      | 237                         | 99,58                       |
| ↳ Schede non valide (% su votanti) | ↳ Schede non valide (% su votanti) | ↳ Schede non valide (% su votanti)   | 12                         | 4,38                       | 1                           | 0,42                        |
| ↳ Astenuti (% su iscritti)         | ↳ Astenuti (% su iscritti)         | ↳ Astenuti (% su iscritti)           | 496                        | 64,42                      | 532                         | 69,09                       |

### IV legislatura
Le votazioni si svolsero in 204 collegi uninominali a doppio turno con la normativa del 1848 (al primo turno un numero di voti maggiore di un terzo degli iscritti).
| Partito                            | Partito                            | Candidato                          | Risultati 9 dicembre 1849 | Risultati 9 dicembre 1849 |
| Partito                            | Partito                            | Candidato                          | Voti                      | %                         |
| ---------------------------------- | ---------------------------------- | ---------------------------------- | ------------------------- | ------------------------- |
|                                    | —                                  | Bartolomeo Leotardi                | 442                       | 99,10                     |
|                                    | —                                  | Giovanni Battista Pagani           | 4                         | 0,90                      |
|                                    |                                    |                                    |                           |                           |
| Iscritti                           | Iscritti                           | Iscritti                           | 794                       | 100,00                    |
| ↳ Votanti (% su iscritti)          | ↳ Votanti (% su iscritti)          | ↳ Votanti (% su iscritti)          | 454                       | 57,18                     |
| ↳ Voti validi (% su votanti)       | ↳ Voti validi (% su votanti)       | ↳ Voti validi (% su votanti)       | 446                       | 98,24                     |
| ↳ Schede non valide (% su votanti) | ↳ Schede non valide (% su votanti) | ↳ Schede non valide (% su votanti) | 8                         | 1,76                      |
| ↳ Astenuti (% su iscritti)         | ↳ Astenuti (% su iscritti)         | ↳ Astenuti (% su iscritti)         | 340                       | 42,82                     |

### V legislatura
Le votazioni si svolsero in 204 collegi uninominali a doppio turno con la normativa del 1848 (al primo turno un numero di voti maggiore di un terzo degli iscritti).
| Partito                            | Partito                            | Candidato                          | Primo turno 6 dicembre 1853 | Primo turno 6 dicembre 1853 | Ballottaggio 11 dicembre 1853 | Ballottaggio 11 dicembre 1853 |
| Partito                            | Partito                            | Candidato                          | Voti                        | %                           | Voti                          | %                             |
| ---------------------------------- | ---------------------------------- | ---------------------------------- | --------------------------- | --------------------------- | ----------------------------- | ----------------------------- |
|                                    | —                                  | Faustino Rocci                     | 257                         | 74,06                       | 259                           | 78,25                         |
|                                    | —                                  | Enrico Verani                      | 90                          | 25,94                       | 72                            | 21,75                         |
|                                    |                                    |                                    |                             |                             |                               |                               |
| Iscritti                           | Iscritti                           | Iscritti                           | 823                         | 100,00                      | 823                           | 100,00                        |
| ↳ Votanti (% su iscritti)          | ↳ Votanti (% su iscritti)          | ↳ Votanti (% su iscritti)          | 362                         | 43,99                       | 334                           | 40,58                         |
| ↳ Voti validi (% su votanti)       | ↳ Voti validi (% su votanti)       | ↳ Voti validi (% su votanti)       | 347                         | 95,86                       | 331                           | 99,10                         |
| ↳ Schede non valide (% su votanti) | ↳ Schede non valide (% su votanti) | ↳ Schede non valide (% su votanti) | 15                          | 4,14                        | 3                             | 0,90                          |
| ↳ Astenuti (% su iscritti)         | ↳ Astenuti (% su iscritti)         | ↳ Astenuti (% su iscritti)         | 461                         | 56,01                       | 489                           | 59,42                         |

L'elezione fu annullata il 28 dicembre 1853 "ritenendosi il giudice istruttore non compreso fra gli impiegati dell'Ordine giudiziario fruenti della inamovibilità". Il collegio fu riconvocato.
| Partito                            | Partito                            | Candidato                          | Primo turno 22 gennaio 1854 | Primo turno 22 gennaio 1854 | Ballottaggio | Ballottaggio |
| Partito                            | Partito                            | Candidato                          | Voti                        | %                           | Voti         | %            |
| ---------------------------------- | ---------------------------------- | ---------------------------------- | --------------------------- | --------------------------- | ------------ | ------------ |
|                                    | —                                  | Faustino Rocci                     | 257                         | 100,00                      | 259          | 100,00       |
|                                    |                                    |                                    |                             |                             |              |              |
| Iscritti                           | Iscritti                           | Iscritti                           | 823                         | 100,00                      | 823          | 100,00       |
| ↳ Votanti (% su iscritti)          | ↳ Votanti (% su iscritti)          | ↳ Votanti (% su iscritti)          | 299                         | 36,33                       | 299          | 36,33        |
| ↳ Voti validi (% su votanti)       | ↳ Voti validi (% su votanti)       | ↳ Voti validi (% su votanti)       | 257                         | 85,95                       | 259          | 86,62        |
| ↳ Schede non valide (% su votanti) | ↳ Schede non valide (% su votanti) | ↳ Schede non valide (% su votanti) | 42                          | 14,05                       | 40           | 13,38        |
| ↳ Astenuti (% su iscritti)         | ↳ Astenuti (% su iscritti)         | ↳ Astenuti (% su iscritti)         | 524                         | 63,67                       | 524          | 63,67        |

L’eletto fu nominato giudice presso il Tribunale provinciale di Torino il 7 maggio 1857, e di conseguenza decadde dalla carica. Il collegio fu riconvocato.
| Partito                            | Partito                            | Candidato                          | Primo turno 1º giugno 1857 | Primo turno 1º giugno 1857 | Ballottaggio 4 giugno 1857 | Ballottaggio 4 giugno 1857 |
| Partito                            | Partito                            | Candidato                          | Voti                       | %                          | Voti                       | %                          |
| ---------------------------------- | ---------------------------------- | ---------------------------------- | -------------------------- | -------------------------- | -------------------------- | -------------------------- |
|                                    | —                                  | Alessandro D'Auvare                | 103                        | 70,07                      | 137                        | 65,24                      |
|                                    | —                                  | G. B. Lions                        | 44                         | 29,93                      | 73                         | 34,76                      |
|                                    |                                    |                                    |                            |                            |                            |                            |
| Iscritti                           | Iscritti                           | Iscritti                           | 914                        | 100,00                     | 914                        | 100,00                     |
| ↳ Votanti (% su iscritti)          | ↳ Votanti (% su iscritti)          | ↳ Votanti (% su iscritti)          | 152                        | 16,63                      | 210                        | 22,98                      |
| ↳ Voti validi (% su votanti)       | ↳ Voti validi (% su votanti)       | ↳ Voti validi (% su votanti)       | 147                        | 96,71                      | 210                        | 100,00                     |
| ↳ Schede non valide (% su votanti) | ↳ Schede non valide (% su votanti) | ↳ Schede non valide (% su votanti) | 5                          | 3,29                       | 0                          | 0,00                       |
| ↳ Astenuti (% su iscritti)         | ↳ Astenuti (% su iscritti)         | ↳ Astenuti (% su iscritti)         | 762                        | 83,37                      | 704                        | 77,02                      |

N.B. La fonte "Storia dei..." indica in 201 il numero dei votanti, ma questo numero sarebbe inferiore ai voti espressi. Il sito della Camera non riporta il dato, anche perché l'elezione non fu convalidata a causa del "sopravvenuto scioglimento della Camera".

### VI legislatura
Le votazioni si svolsero in 204 collegi uninominali a doppio turno dopo la modifica dei collegi della Sardegna nel 1856; venne applicata la normativa del 1848 (al primo turno un numero di voti maggiore di un terzo degli iscritti).
| Partito                            | Partito                            | Candidato                          | Primo turno 15 novembre 1857 | Primo turno 15 novembre 1857 | Ballottaggio 18 novembre 1857 | Ballottaggio 18 novembre 1857 |
| Partito                            | Partito                            | Candidato                          | Voti                         | %                            | Voti                          | %                             |
| ---------------------------------- | ---------------------------------- | ---------------------------------- | ---------------------------- | ---------------------------- | ----------------------------- | ----------------------------- |
|                                    | —                                  | Desiderato Niel                    | 155                          | 42,23                        | 271                           | 53,45                         |
|                                    | —                                  | Alessandro D'Auvare                | 212                          | 57,77                        | 236                           | 46,55                         |
|                                    |                                    |                                    |                              |                              |                               |                               |
| Iscritti                           | Iscritti                           | Iscritti                           | 943                          | 100,00                       | 943                           | 100,00                        |
| ↳ Votanti (% su iscritti)          | ↳ Votanti (% su iscritti)          | ↳ Votanti (% su iscritti)          | 418                          | 44,33                        | 508                           | 53,87                         |
| ↳ Voti validi (% su votanti)       | ↳ Voti validi (% su votanti)       | ↳ Voti validi (% su votanti)       | 367                          | 87,80                        | 507                           | 99,80                         |
| ↳ Schede non valide (% su votanti) | ↳ Schede non valide (% su votanti) | ↳ Schede non valide (% su votanti) | 51                           | 12,20                        | 1                             | 0,20                          |
| ↳ Astenuti (% su iscritti)         | ↳ Astenuti (% su iscritti)         | ↳ Astenuti (% su iscritti)         | 525                          | 55,67                        | 435                           | 46,13                         |

Ci furono accuse di corruzioni ed irregolarità e conseguentemente la Camera l'11 gennaio 1855 deliberò un'inchiesta. Le accuse risultarono provate e l'elezione fu annullata il 4 giugno 1858. Il collegio fu riconvocato.
| Partito                            | Partito                            | Candidato                          | Primo turno 11 luglio 1858 | Primo turno 11 luglio 1858 | Ballottaggio 15 luglio 1858 | Ballottaggio 15 luglio 1858 |
| Partito                            | Partito                            | Candidato                          | Voti                       | %                          | Voti                        | %                           |
| ---------------------------------- | ---------------------------------- | ---------------------------------- | -------------------------- | -------------------------- | --------------------------- | --------------------------- |
|                                    | —                                  | Desiderato Niel                    | 279                        | 73,23                      | 432                         | 98,41                       |
|                                    | —                                  | Alessandro D'Auvare                | 102                        | 26,77                      | 7                           | 1,59                        |
|                                    |                                    |                                    |                            |                            |                             |                             |
| Iscritti                           | Iscritti                           | Iscritti                           | 993                        | 100,00                     | 993                         | 100,00                      |
| ↳ Votanti (% su iscritti)          | ↳ Votanti (% su iscritti)          | ↳ Votanti (% su iscritti)          | 386                        | 38,87                      | 440                         | 44,31                       |
| ↳ Voti validi (% su votanti)       | ↳ Voti validi (% su votanti)       | ↳ Voti validi (% su votanti)       | 381                        | 98,70                      | 439                         | 99,77                       |
| ↳ Schede non valide (% su votanti) | ↳ Schede non valide (% su votanti) | ↳ Schede non valide (% su votanti) | 5                          | 1,30                       | 1                           | 0,23                        |
| ↳ Astenuti (% su iscritti)         | ↳ Astenuti (% su iscritti)         | ↳ Astenuti (% su iscritti)         | 607                        | 61,13                      | 553                         | 55,69                       |